# ديفيد ألموند
ديفيد ألموند (بالإنجليزية: David Almond)‏ (15 مايو 1951، نيوكاسل أبون تاين في المملكة المتحدة)؛ كاتِب ومؤلِّف، مُتخصِّص في أدب الأطفال وروائي بريطاني-إنجليزي. درس في جامعة إيست أنجليا.

## الجوائز
- جائزة هانس كريستيان أندرسن
- جائزة برينتز

## روابط خارجية
- ديفيد ألموند على موقع ميوزك برينز (الإنجليزية)